# Xoridesopus sulawensis
Xoridesopus sulawensis là một loài tò vò trong họ Ichneumonidae.